# Jak się robi historię
Jak się robi historię (ang. Making History) – amerykański serial telewizyjny (komedia) wyprodukowany przez Broken Good Productions, Lord Miller Productions oraz 20th Century Fox Television, którego twórcą jest Julius Sharpe. 
Premiera serialu odbyła się 5 marca 2017 roku.

11 maja 2017 roku, stacja FOX ogłosiła anulowanie serialu po jednym sezonie z powodu niskiej oglądalności.

 W Polsce serial był emitowany od 20 sierpnia 2017 roku do 3 września 2017 roku przez Fox Comedy

## Fabuła
Serial skupia się na Danie, profesorze informatyki, który skonstruował wehikuł czasu. Rozpoczyna podróże w czasie, aby rozwiązać swoje osobiste problemy.

## Obsada

### Główna
- Adam Pally jako Dan[4]
- Leighton Meester jako Deborah Revere[5]
- Yassir Lester jako Chris[6]
- John Gemberling jako John Hancock[7]
- Neil Casey jako Sam Adams[7]

## Odcinki
| Sezon | Sezon | Odcinki | Oryginalna emisja | Oryginalna emisja | Oryginalna emisja | Oryginalna emisja | Oryginalna emisja |
| Sezon | Sezon | Odcinki | Premiera sezonu   | Finał sezonu      | Premiera sezonu   | Finał sezonu      |                   |
| ----- | ----- | ------- | ----------------- | ----------------- | ----------------- | ----------------- | ----------------- |
|       | 1     | 9       | 5 marca 2017      | 21 maja 2017      | 20 sierpnia 2017  | 3 września 2017   |                   |

### Sezon 1 (2017)
| # | Tytuł                                                                 | Reżyseria         | Scenariusz       | Premiera FOX     | Premiera Fox Comedy |
| - | --------------------------------------------------------------------- | ----------------- | ---------------- | ---------------- | ------------------- |
| 1 | 'Skok w czasie' Pilot                                                 | Jared Hess        | Julius Sharpe    | 5 marca 2017     | 20 sierpnia 2017    |
| 2 | 'Wystrzał, który cały świat usłyszał' The Shot Heard Around the World | Jared Hess        | Dominic Dierkes  | 12 marca 2017    | 20 sierpnia 2017    |
| 3 | 'Kim jest mój chłopak' The Boyfriend Experience                       | Maggie Carey      | Sarah Peters     | 19 marca 2017    | 20 sierpnia 2017    |
| 4 | 'Aniołki Chadwicka' Chadwick's Angles                                 | Payman Benz       | Craig DiGregorio | 26 marca 2017    | 27 sierpnia 2017    |
| 5 | 'Tykalni' The Touchables                                              | Eric Appel        | Sean Clements    | 2 kwietnia 2017  | 27 sierpnia 2017    |
| 6 | 'Mój przyjaciel gangster' The Godfriender                             | Peter Atencio     | Karen Kilgariff  | 23 kwietnia 2017 | 27 sierpnia 2017    |
| 7 | 'Nocne lody' Night Cream                                              | Jared Hess        | Alison Agosti    | 30 kwietnia 2017 | 3 września 2017     |
| 8 | 'Pojedynek' The Duel                                                  | Claire Scanlon    | Ted Travelstead  | 7 maja 2017      | 3 września 2017     |
| 9 | 'Problemy cielesne' Body Trouble                                      | Iain B. MacDonald | Isaiah Lester    | 21 maja 2017     | 3 września 2017     |

## Produkcja
20 marca 2016 roku Adam Pally dołączył do serialu.
W kwietniu 2016 roku ogłoszono, że główną rolę kobiecą zagra Leighton Meester.
11 maja 2016 roku stacja FOX zamówiła pierwszy sezon, którego premiera została zaplanowana na midseason 2016/17. 
W tym samym miesiącu do obsady dołączył Yassir Lester.
8 czerwca 2016 ogłoszono, że John Gemberling i Neil Casey dołączyli do "Making History".